# آلبرتو مارتینز
آلبرتو مارتینز (انگلیسی: Alberto Martínez؛ ۳۰ ژوئیه ۱۹۵۰ – ۱ دسامبر ۲۰۰۹ (۵۹ سال)) بازیکن فوتبال اهل اروگوئه بود که در اتریش برای باشگاه فوتبال آستریا وین بازی کرد.